# Мэннинг, Эрнест
Достопочтенный Э́рнест Чарльз Мэ́ннинг (англ. Ernest Charles Manning, 20 сентября 1908 — 19 февраля 1996) — канадский политик, премьер-министр провинции Альберта (1943—1968). Срок его правления является самым продолжительным в истории Альберты и вторым по продолжительности — в истории канадских провинций.
В 1935 году был избран депутатом законодательного собрания Альберты от Партии социального кредита Альберты, одержавшей победу на этих выборах, и стал министром торговли и промышленности в правительстве Альберты.
Мэннинг стремился очистить свою партию от популярной в ней антисемитской риторики.
В 1970—1983 годах — сенатор Канады.
Его сын Престон Мэннинг продолжает политическую традицию своей семьи и является основателем Реформистской партии Канады.